# Muzeum Afrykanistyczne w Olkuszu
Muzeum Afrykanistyczne w Olkuszu – muzeum położone w centrum Olkusza przy ul. Szpitalnej. Znajduje się w nim kolekcja sztuki i malarstwa Czarnej Afryki im. Anny i Leona Kubarskich.

## Historia muzeum
Darowizna dr Bogdana Szczygła i Bożeny Szczygieł poczyniona w 1971 roku była początkiem olkuskiego muzeum afrykanistycznego. Następnie kolekcję wzbogacili inni darczyńcy, m.in. Hubert Sylwestrzak, Józef Lis, Anna i Cyprian Kosińscy, Maria i Jacek Pietrzykowie,
M. Mamadou, Josef Tesar, Witold Serwatko, Idrissa Talfi, Jerzy Rytych, Włodzimierz Zajączkowski, Jerzy Kukucz, Grzegorz Łubczyk, Anna i Karol Bortkiewicz, Jacek Łapott, Kazimierz Kluczewski, Jan Skurzak, Irena i Zbigniew Możdżeń.
Początkowo eksponaty mieściły się w budynku przy ul. Szpitalnej 11, gdzie dawniej była wytwórnia młynków do kawy, będąca własnością ojca dr Szczygła. W 1984 roku całą kolekcję przeniesiono do budynku (oficyny) dawnego olkuskiego szpitala, mieszczącego się przy ul. Szpitalnej 32. Wystrój wnętrza był dziełem grupy osób pracujących społecznie pod kierunkiem dr Szczygła. Była to młodzież licealna oraz studenci etnologii z Uniwersytetu Wrocławskiego z dr Barbarą Kopydłowską. Przed kilku laty z inicjatywy pracowników Miejskiego Ośrodka Kultury przeprowadzono remont i oddano do użytku nowe sale wystawowe. W skład nowej ekspozycji, którą zaaranżowali mgr Jacek Łapott i mgr Jolanta Koziarowska, wchodzą eksponaty związane z kulturą materialną i sztuką Tuaregów. Są to rzeźby wykonane w drewnie i metalu, broń, instrumenty muzyczne, biżuteria, kolekcja masek oraz wyroby tkackie i wyroby ze skóry, rękodzieło plemion Czarnej Afryki, żyjących nad Zatoką Gwinejską oraz Kotliną Konga.
W 2005 roku całą ekspozycję – liczącą około 1000 eksponatów – przeniesiono do nowo odremontowanych pomieszczeń znajdujących się w tym samym budynku przy ul. Szpitalnej 32. Autorami aranżacji nowej ekspozycji są Elżbieta Banyś–Sowula oraz Klaudia Zub. Prezentowana ekspozycja podzielona została na działy dotyczące kultury Afryki, jej przyrody, sztuki, geologii i archeologii.
Darowizny prof. dr hab. Anny i pilota Leona Kubarskich czynione sukcesywnie na rzecz muzeum od 2001 roku zaowocowały otwarciem w lutym 2007 roku odrębnego działu pn. Kolekcja sztuki i malarstwa Czarnej Afryki im. prof. dr hab. Anny i Leona Kubarskich. Obecnie kolekcja liczy ponad 900 obiektów: obrazy, malachitowe rzeźby, naszyjniki, bransolety, wyroby z kości słoniowej (ze szczególnie interesującym zbiorem główek z oryginalnymi uczesaniami afrykańskimi). Nie brak też w kolekcji fetyszy, masek, fajek, trójnogów, tkanin, haftów, lasek i płaskorzeźb.